# チャキタクリャ

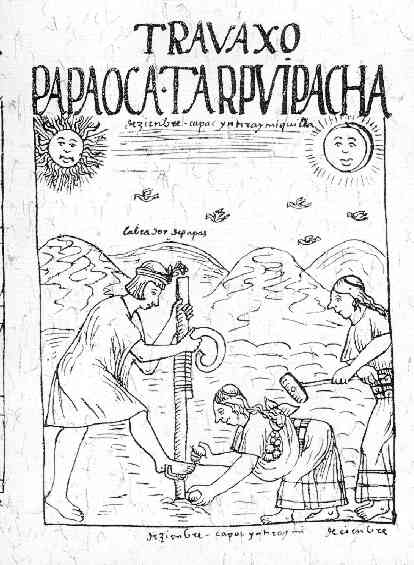
インカ帝国時代の耕作風景。チャキタクリャで耕し、種芋を植え付ける。ワマン・ポマの絵文書より

チャキタクリャ（チャキタクヤ、Chaquitaklla）とは、アンデス山間部の一部で現在でも利用されている踏み鋤をさす。掘り棒から発展したと思われる。梃子の原理を用いて土を起こす農具、興起具である。

## 形状
形態は地域によって様々で、ペルーのクスコ地方では2mほどのまっすぐな柄に5,60cmほどの鉄製の刃先を取り付けたものが見られる。この柄には、直角に交わって横木が設けられており、手や足を引っ掛け、体重をかける仕組みになっている。ボリビアでは、現在はアルティプラーノではもうほとんど見かけることはなくなったものの、一部の山間部で利用され続けており、アイマラ語では Huysuまたは、Hyusoとも呼ばれる。アルティプラーノのものは、形態が傘の柄のように曲がっており、長さは1mほど、刃先は同じく5,60cmほどで、体重をかける横木が柄に直交して取り付けられている。
これらの踏み鋤は、クパーナ (Kupana) という土砕き具やリウカナ (liukana) と呼ばれる手鍬をもち、種芋などを植える女性と対になって利用することが多い。そのため、後退しながら用いる。

## 歴史
いつごろから利用され始めたのかは不明だが、最近の調査では、少なくともティワナク期（A.D.400-1100年）かそれ以前の形成期後期の遺跡から出土したことが確認されている。
発祥は、おそらくティティカカ湖沿岸地域といわれており、この分布が、ある染色体数をもったジャガイモの分布と重なることが確認されていることから、本来はジャガイモなどの塊茎類農耕のため、利用されていたという説がある。征服直後の先住民による絵文書（「ワマン・ポマの絵文書」）では、この踏み鋤がトウモロコシ栽培に利用されていたことが示されている。